# هک‌بری (آریزونا)
هک‌بری (به انگلیسی: Hackberry) یک منطقهٔ مسکونی در ایالات متحده آمریکا است که در شهرستان موهاوی، آریزونا واقع شده‌است. هک‌بری ۴۵٫۵۶ کیلومتر مربع مساحت و ۵٬۵۲۳ نفر جمعیت دارد و ۱٬۰۹۲٫۱۱ متر بالاتر از سطح دریا واقع شده‌است.